# 虞愚 (1909年)
虞愚（1909年—1989年），原名德元，字竹园，一字佛心，号北山，男，原籍浙江山阴，生于福建厦门，中国因明学家、逻辑学家、书法家，曾任中国佛教协会常务理事。